# Sinalbina
La sinalbina è un glucosinolato presente nei semi di senape bianca (Sinapis alba).